# Welsh Football League
Welsh Football League er en regional fodboldliga i Sydwales, hvis tre divisioner ligger på niveau 2-4 det walisiske ligasystem. Ligaen blev oprettet i 1904 under navnet Rhymney Valley League. I perioden 1910-12 var navnet Glamorgan League, hvorefter det nuværende navn blev taget. På grund af et navnesponsorat er ligaens navn i øjeblikket MacWhirter Welsh Football League.